# Kern (facteur d'orgues)
Pour les articles homonymes, voir Kern.

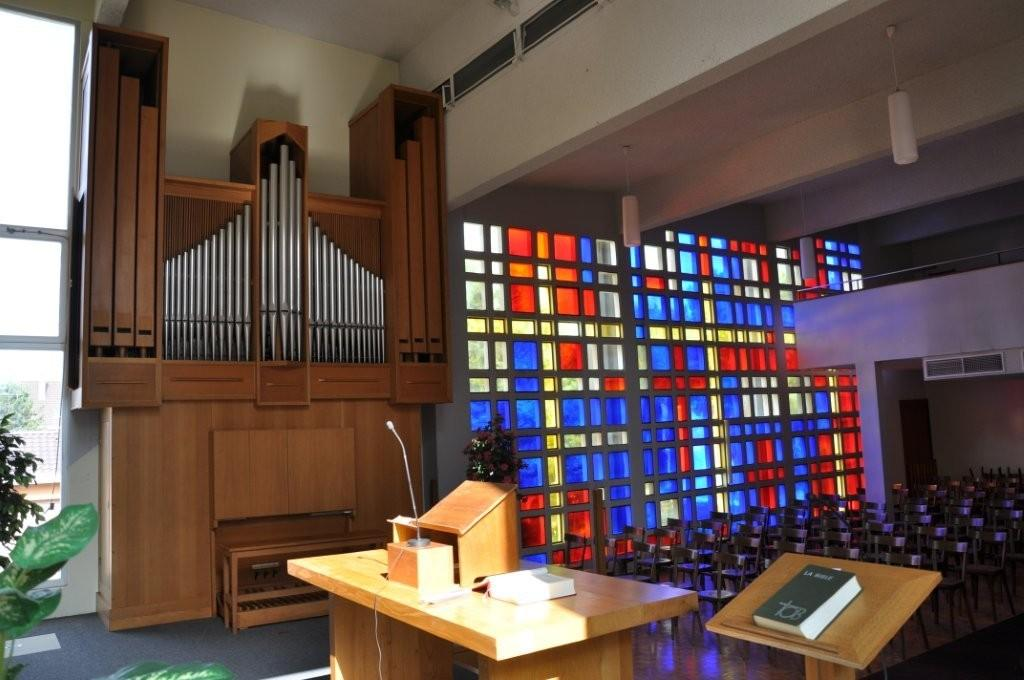
Orgue Kern de la chapelle Saint-Marc de Bourtzwiller.

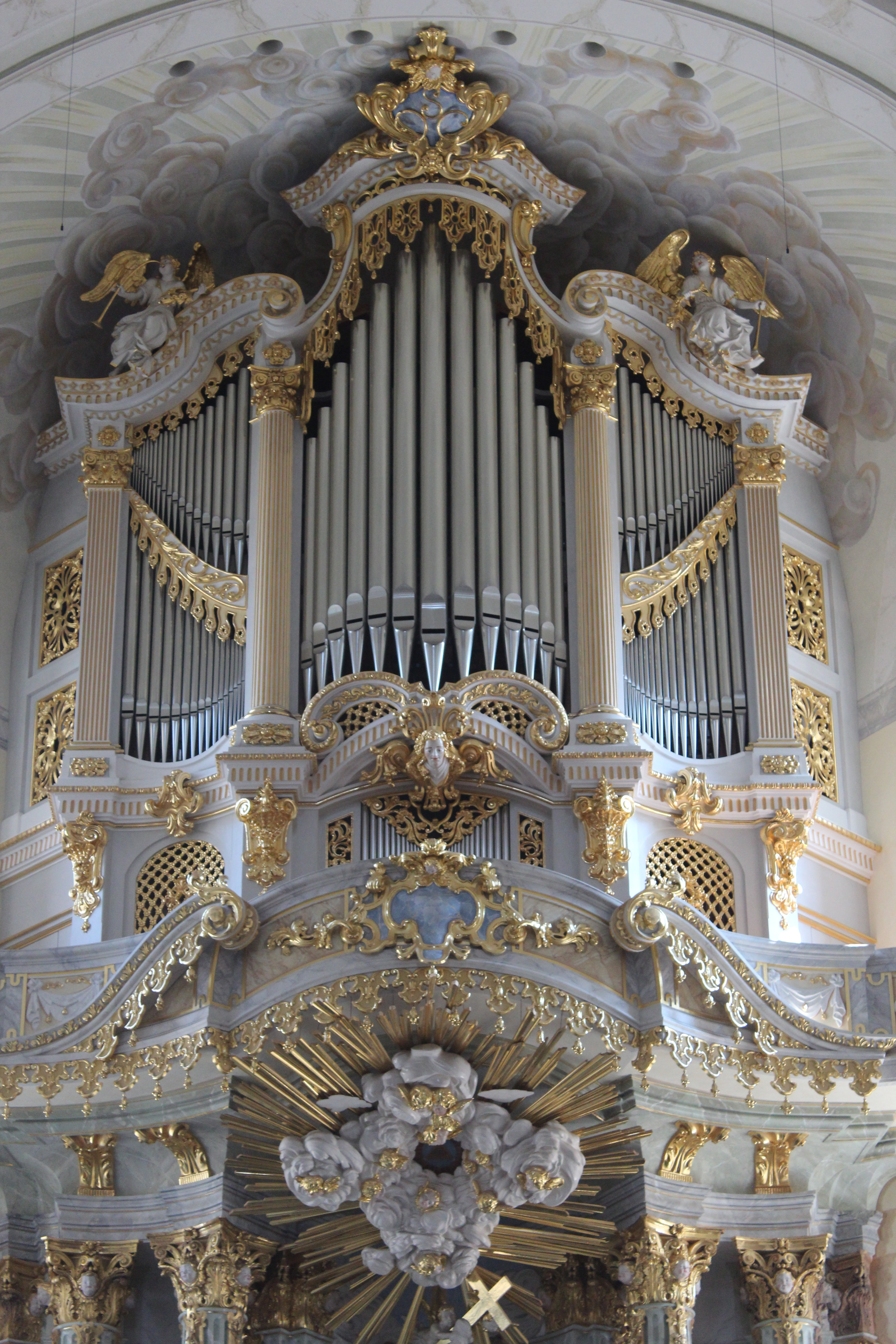
Orgue Kern de la Frauenkirche de Dresde.

La famille Kern est une dynastie de facteur d'orgues installée à Strasbourg en Alsace.
La manufacture Kern est fondée en 1953 par Alfred Kern (1910-1989).
En 1977, son fils Daniel (1950-2019) reprend les destinées de la maison familiale.
Parmi les nombreux orgues qu'ils ont construits ou restaurés, on peut citer celui de l'église Notre-Dame-des-Blancs-Manteaux de Paris, de l'église Saint-Séverin à Paris, celui de la basilique de Longpont-sur-Orge (Ile-de-France), de l'église Saint-Jean de Malte, à Aix-en-Provence, de la chapelle réformée Saint-Marc à Bourtzwiller (quartier de Mulhouse - Haut-Rhin), de l’église Saint-Martin de Masevaux (Haut-Rhin), de l'église Saint-Denis de Gerstheim (Bas-Rhin), de l'église Saint-Léger de Guebwiller (Haut-Rhin), de l'église Saint-Maximin de Thionville (Moselle) et de la cathédrale Sainte-Etienne (Bourges). 
À l'étranger, de grandes réalisations sont à noter : en Allemagne dans la Dresdner Frauenkirche reconstruite de Dresde, en Russie au Mariinsky Theatre de Saint-Pétersbourg, au Japon, à Sapporo, dans le Sapporo Concert Hall.
La société Kern ferme ses portes définitivement au début de l'année 2015.